# 併發症
併發症（medical complication，complication）是指由一种疾病、操作或治疗所引起的另一种新的不良临床状况。并发症可能对疾病的预后或结果产生不利影响。并发症通常包括疾病严重程度恶化或出现新的体征、症状或病理变化，这些变化可能会在全身蔓延并影响其他器官系统。
因此，并发症可能导致新疾病的发展，而这些新疾病是由先前存在的疾病引发的。此外，各种治疗方法也可能是引发并发症的原因。

## 例子
- 流行性感冒引致支氣管炎、肺炎等。
- 糖尿病引發壞疽、失明等。